# Артасівська сільська рада
| Артасівська сільська рада — орган місцевого самоврядування у Жовківському районі Львівської області з адміністративним центром у селі Артасів. Історична дата утворення: в 1995 році. Сільській раді підпорядковані населені пункти: - с. Артасів - с. Могиляни |

## Склад ради
Рада складається з 14 депутатів та голови.

### Керівний склад ради
| ПІБ                       | Основні відомості                                                           | Дата обрання | Дата звільнення |
| ------------------------- | --------------------------------------------------------------------------- | ------------ | --------------- |
| Гнот Василь Володимирович | Сільський голова, 1959 року народження, освіта, член Народного Руху України | 26.03.2006   | 31.10.2010      |
| Гнот Василь Володимирович | Сільський голова, 1959 року народження, освіта середня спеціальна           | 31.10.2010   |                 |

Примітка: таблиця складена за даними джерела